# Hubert Klöpfer
Hubert Klöpfer (* 24. November 1951 in Bühl) ist ein deutscher Verleger. Er war geschäftsführender Gesellschafter des Klöpfer & Meyer Verlags.

## Leben
Klöpfer studierte in Tübingen Germanistik, Philosophie und Theologie, war Lektor eines Wissenschaftsverlags, freier Kritiker für verschiedene Zeitungen und Zeitschriften sowie jahrelang Verlagsleiter eines Wissenschafts- und Sachbuchsverlages.
1991 gründete Klöpfer in Tübingen den Klöpfer & Meyer Verlag als einen Verlag für schöne Literatur, Sachbuch und Essayistik mit. Den Verlag führt er ab 2006 bis zur Insolvenz des Verlags im Jahr 2019 als geschäftsführender Gesellschafter.
Zusammen mit der Tübinger Wissenschaftsverlegerfamilie Narr gründete Klöpfer zum 1. April 2019 den Verlag "Klöpfer, Narr" als Verlag für Belletristik und Sachbuch; diesen Verlag verließ Klöpfer jedoch nach knapp einem Jahr als Gesellschafter und Programmchef zum 1. März 2020. Seitdem war Klöpfer als freier Programmberater im Stuttgarter S. Hirzel Verlag tätig. Im November 2020 wurde bekannt, dass Klöpfer künftig beim Stuttgarter Alfred Kröner Verlag für eine "Edition Hubert Klöpfer" verantwortlich sein wird.
Klöpfer war schriftführendes Vorstandsmitglied im Landesverband Baden-Württemberg des Börsenvereins des Deutschen Buchhandels und Mitglied im PEN-Zentrum Deutschland.
Er ist verheiratet und Vater von drei Töchtern.

## Veröffentlichungen
- als Herausgeber mit Peter Bickle: Maria Beig zu ehren. Klöpfer & Meyer, Tübingen 2010, ISBN 978-3-940086-92-1.

## Auszeichnungen
- 2011: Förderpreis des Ludwig-Uhland-Preises für seinen Einsatz für regionale Literatur[11]
- 2021: KiLAG-Preis für Kirche und Kultur[12]